# Río Ivirizu
Rio Ivirizu ist ein rechter Zufluss des Río San Mateo, der in den Río Chapare mündet, einen Nebenfluss des Río Ichilo in Bolivien.

## Verlauf
Der Rio Ivirizu durchfließt in seiner gesamten Länge die Provinz Carrasco und die Provinz Tiraque im Departamento Cochabamba und mündet an der Grenze zur Provinz Chapare in den Río San Mateo. Der Fluss hat seinen Ursprung am Südrand der Cumbres La Apacheta im Zusammenfluss von Río Fuerte und Río Lopez Mendoza. Er durchquert die Cumbres La Apacheta auf den ersten 25 Kilometern nach Norden, erreicht dann den Südrand des Bergzuges Serranía del Imajana und fließt weiter in nördlicher Richtung.
Der Flusslauf schwenkt dann nach Nordwesten und überquert die Grenze vom Municipio Totora in der Provinz Carrasco zum Municipio Tiraque in der gleichnamigen Provinz. Auf den folgenden 35 Kilometern behält er im Wesentlichen die nordwestliche Richtung entlang der Serranía del Imajana bei. Nach etwa 77 Kilometern schwenkt der Fluss wieder in nördliche Richtung und vereinigt sich nach insgesamt 87 Kilometern mit dem Río San Mateo.

## Nebenflüsse
Zu den größeren Zuflüssen gehören (flussabwärts):
- Municipio Totora
  - Río Ancho Mayu  (rechts)
  - Río  Pajcha Mayu (rechts)
  - Río Huasa Mayu (links)
  - Rio Yanamayu (rechts)
  - Río Imajana (rechts)
  - Río Cayruna (links)
  - Río Charial (rechts)
  - Río Kellumayu (links)
  - Río Karachi (rechts)
  - Río Cristal Mayu (rechts)
  - Río Carmen Pampa (rechts)
  - Río Huayllunkhas (rechts)
- Municipio Tiraque
  - Río Cristal Mayu Grande (links)
  - Río Jocoara (links)
  - Río Esperanza (rechts)
  - Río Vandiola (links)
  - Río Antañakana (links)
  - Río Sucre Arroyo (links)
  - Río Cochabamba (links)
  - Río Cascarita (links)
  - Río Kori Mayu (links)